# Boreus insulanus
Boreus insulanus är en näbbsländeart som beskrevs av Blades 2002. Boreus insulanus ingår i släktet Boreus och familjen snösländor. Inga underarter finns listade i Catalogue of Life.